# Stefan Tarnawski

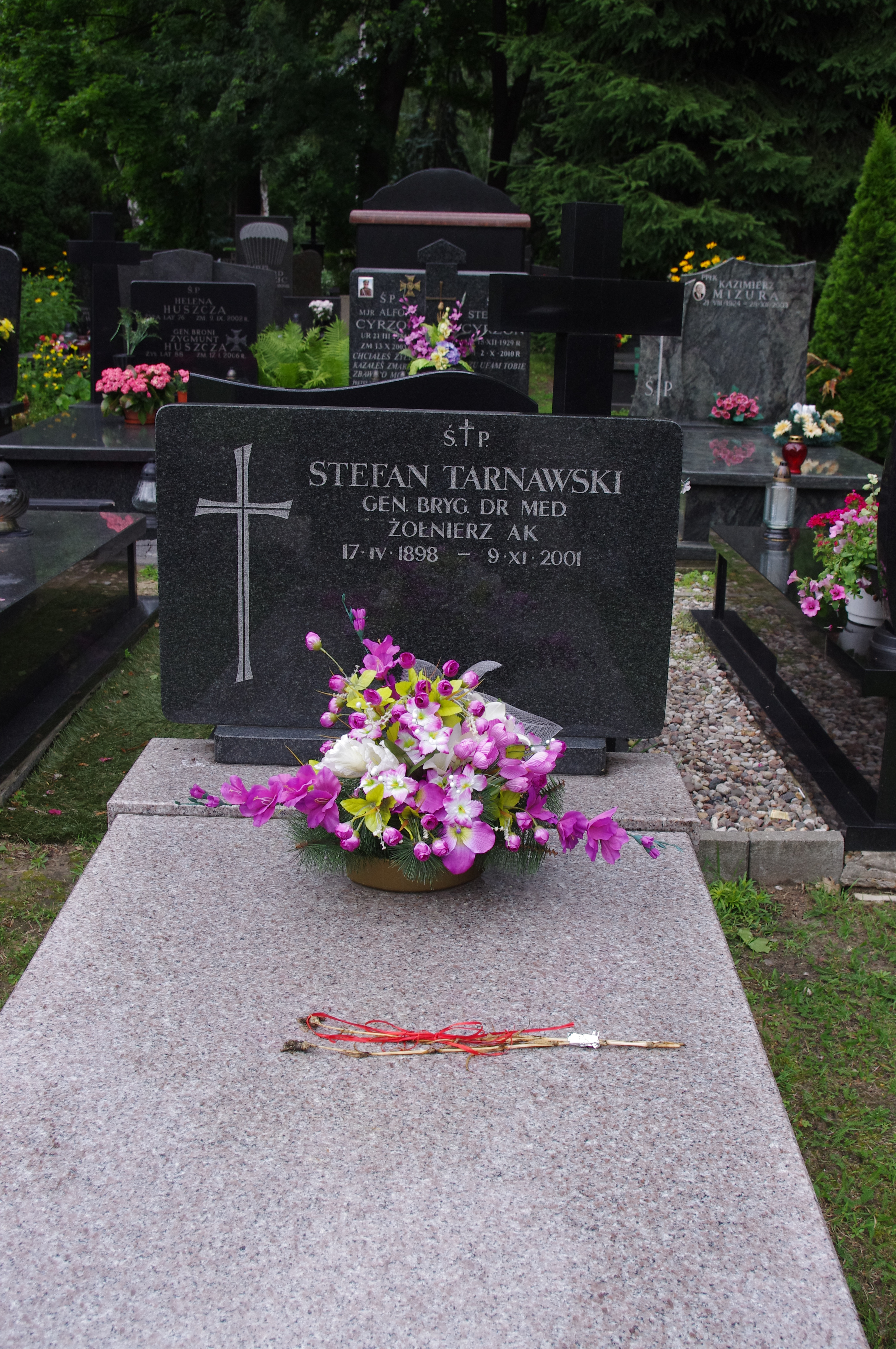
Grób Stefana Tarnawskiego na Cmentarzu Wojskowym na Powązkach w Warszawie

Stefan Tarnawski pseud. Tarło (ur. 17?/29 kwietnia 1898 w Humaniu, zm. 9 listopada 2001 w Warszawie) – polski lekarz wojskowy, pułkownik służby zdrowia, generał brygady (1994), żołnierz Armii Krajowej, powstaniec warszawski.

## Życiorys
Syn Władysława Tarnawskiego herbu Sas (1867–1919) i Ireny z domu Lernicz (1874–1966).
W okresie I wojny światowej należał do Polskiej Organizacji Wojskowej. W 1918 został żołnierzem Wojska Polskiego, skierowano go na front ukraiński. Po kursie medycznym w Szpitalu Ujazdowskim przydzielono go do szpitala wojskowego w Wilnie jako podoficera sanitarnego. W 1926 ukończył studia na Wydziale Lekarskim Uniwersytetu Warszawskiego. Kontynuował karierę lekarza wojskowego, m.in. w 21 pułku piechoty „Dzieci Warszawy”. Pełnił funkcję naczelnego lekarza 1 pułku szwoleżerów Józefa Piłsudskiego.
W 1939 brał udział w wojnie obronnej jako szef sanitarny pułku szwoleżerów w Mazowieckiej Brygadzie Kawalerii (w stopniu pułkownika). Pod koniec września dostał się do niewoli niemieckiej, po ucieczce z obozu jenieckiego powrócił do Warszawy.
Od 1941 był komendantem Tajnej Organizacji Wojskowej Okręgu Krakowskiego, w 1943 został dowódcą Kedywu Okręgu Krakowskiego Armii Krajowej. W 1944 ponownie znalazł się w stolicy, wszedł w skład Szefostwa Służby Zdrowia Komendy Głównej AK. Brał udział w powstaniu warszawskim w Sanitariacie Okręgu Warszawskiego Armii Krajowej. Był komendantem szpitali stałych i polowych, a także szefem sanitariatu Grupy „Północ”. Znalazł się następnie w Krakowie z transportem rannych i chorych szpitala polowego, obejmując komendanturę ewakuowanego Szpitala Ujazdowskiego.
Po wojnie zamieszkał w Warszawie. Był szefem Sanitarnego Warszawskiego Okręgu Wojskowego, jednak w 1947 zwolniono go ze służby wojskowej. Do 1953 kierował Zespołem Sanatoriów dla Dzieci Chorych na Gruźlicę w Rabce. Następnie był zastępcą kierownika wydziału zdrowia w jednym ze stołecznych urzędów oraz kierownikiem placówek służby zdrowia. W 1974 przeszedł na emeryturę.
W 1994 prezydent Lech Wałęsa awansował pułkownika Stefana Tarnowskiego na stopień generała brygady.

## Ordery i odznaczenia
- Krzyż Srebrny Orderu Virtuti Militari[2] nr 13264[4]
- Krzyż Wielki Orderu Odrodzenia Polski (w uznaniu wybitnych zasług dla niepodległości Rzeczypospolitej Polskiej, za osiągnięcia w działalności społecznej i kombatanckiej, 1998)[5]
- Krzyż Komandorski Orderu Odrodzenia Polski[2]
- Krzyż Oficerski Orderu Odrodzenia Polski[2]
- Krzyż Kawalerski Orderu Odrodzenia Polski[2]
- Krzyż Niepodległości z Mieczami (1937)[2]
- Krzyż Walecznych – czterokrotnie (po raz pierwszy w 1921)[6][2]
- Krzyż Zasługi z Mieczami[2]
- Krzyż Armii Krajowej[2]
- Warszawski Krzyż Powstańczy[2]